# Liste der Bodendenkmäler in Pösing
Auf dieser Seite sind die Bodendenkmäler in der Oberpfälzer Gemeinde Pösing zusammengestellt. Diese Tabelle ist eine Teilliste der Liste der Bodendenkmäler in Bayern. Grundlage ist die Bayerische Denkmalliste, die auf Basis des Bayerischen Denkmalschutzgesetzes vom 1. Oktober 1973 erstmals erstellt wurde und seither durch das Bayerische Landesamt für Denkmalpflege geführt wird. Die folgenden Angaben ersetzen nicht die rechtsverbindliche Auskunft der Denkmalschutzbehörde.

## Bodendenkmäler der Gemeinde Pösing

### Bodendenkmäler in der Gemarkung Pösing
| Lage              | Objekt | Akten-Nr.     | Bild |
| ----------------- | --- | ------------- | ---- |
| Pösing (Standort) | Spätpaläolithische und mesolithische Freilandstation, neolithische Siedlung. | D-3-6741-0020 |      |
| Pösing (Standort) | Spätpaläolithische und mesolithische Freilandstation, vorgeschichtliche Siedlung. | D-3-6741-0021 |      |
| Pösing (Standort) | Spätpaläolithische und mesolithische Freilandstation, Siedlungen der Jungsteinzeit, der Bronzezeit und der Latènezeit.                                                                        | D-3-6741-0022 |      |
| Pösing (Standort) | Spätpaläolithische und mesolithische Freilandstation. | D-3-6741-0023 |      |
| Pösing (Standort) | Spätpaläolithische und mesolithische Freilandstation, neolithische Siedlung. | D-3-6741-0024 |      |
| Pösing (Standort) | Mesolithische Freilandstation. | D-3-6741-0025 |      |
| Pösing (Standort) | Mesolithische Freilandstation. | D-3-6741-0026 |      |
| Pösing (Standort) | Mesolithische Freilandstation. | D-3-6741-0028 |      |
| Pösing (Standort) | Mesolithische Freilandstation. | D-3-6741-0029 |      |
| Pösing (Standort) | Archäologische Befunde des Mittelalters und der frühen Neuzeit im Bereich der Katholischen Kuratiekirche St. Vitus in Pösing, darunter die Spuren von Vorgängerbauten bzw. älterer Bauphasen. | D-3-6741-0031 |      |
| Pösing (Standort) | Mesolithische Freilandstation. | D-3-6741-0032 |      |
| Pösing (Standort) | Mesolithische Freilandstation. | D-3-6741-0033 |      |
| Pösing (Standort) | Mesolithische Freilandstation. | D-3-6741-0034 |      |
| Pösing (Standort) | Mesolithische Freilandstation. | D-3-6741-0037 |      |
| Pösing (Standort) | Bestattungsplatz vor- und frühgeschichtlicher Zeitstellung. | D-3-6741-0041 |      |
| Pösing (Standort) | Mesolithische Freilandstation. | D-3-6741-0043 |      |
| Pösing (Standort) | Mittelalterlicher Erdstall. | D-3-6741-0044 |      |
| Pösing (Standort) | Mittelalterlicher Adelssitz. | D-3-6741-0045 |      |
| Pösing (Standort) | Mesolithische Freilandstation. | D-3-6741-0049 |      |
| Pösing (Standort) | Mesolithische Freilandstation. | D-3-6741-0052 |      |
| Pösing (Standort) | Altpaläolithische Freilandstation. | D-3-6741-0053 |      |